# Funkcionalismus

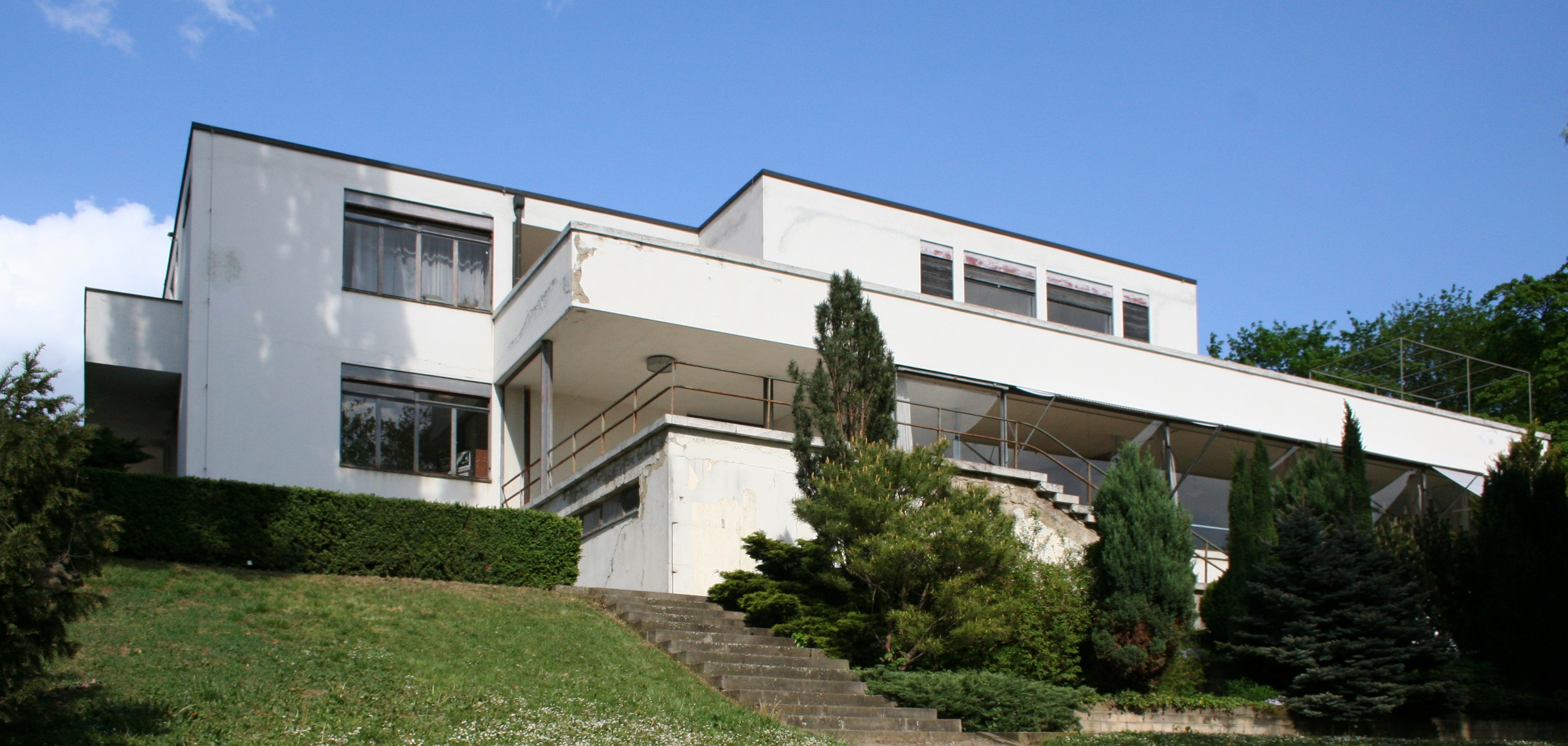
Vila Tugendhat v Brně-Černých polích, dílo světoznámého německého architekta Ludwiga Mies van der Roheho z konce 20. let 20. století.
Památka UNESCO

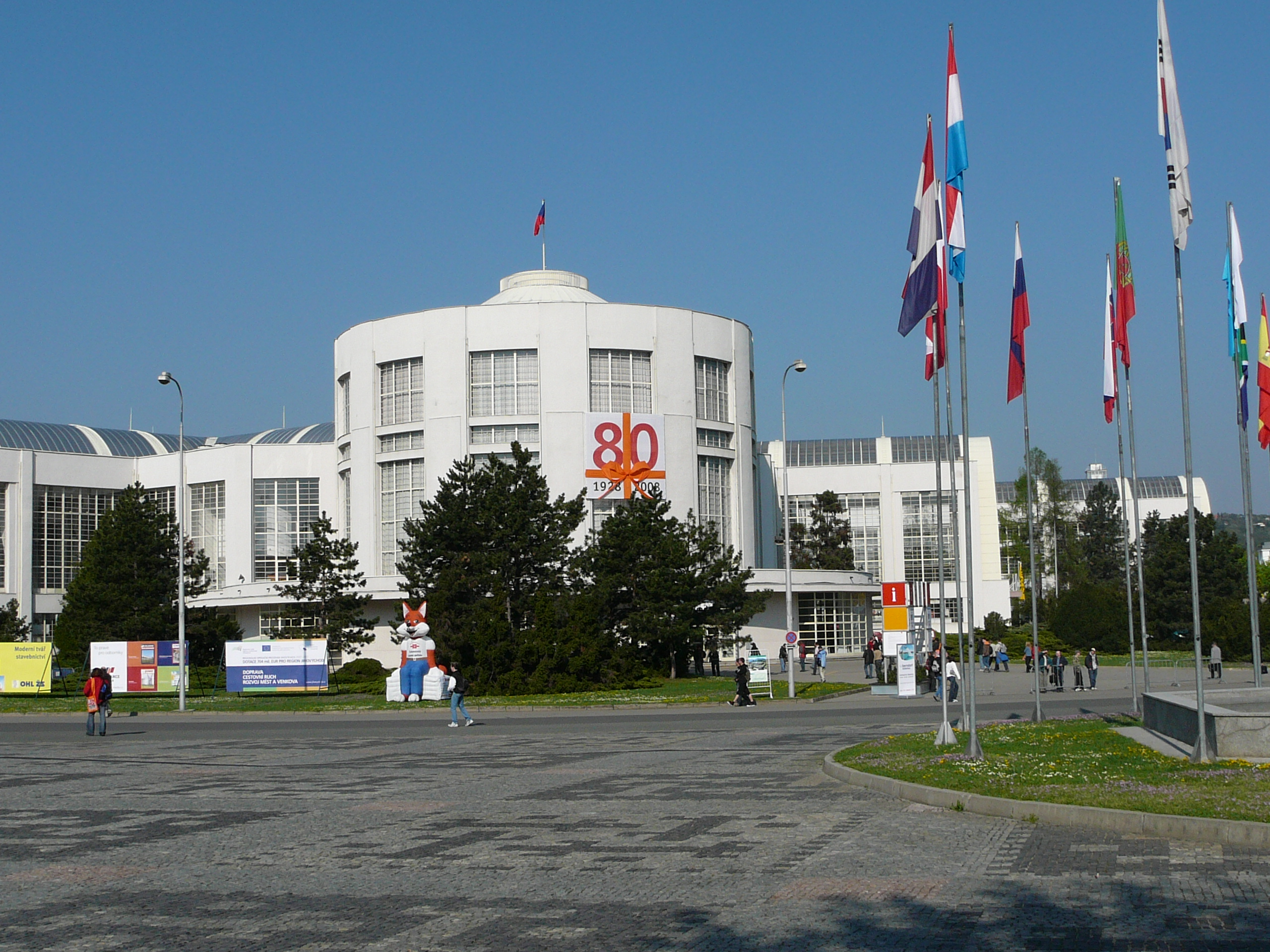
Brněnské výstaviště v Brně-Pisárkách, pavilon A z roku 1928

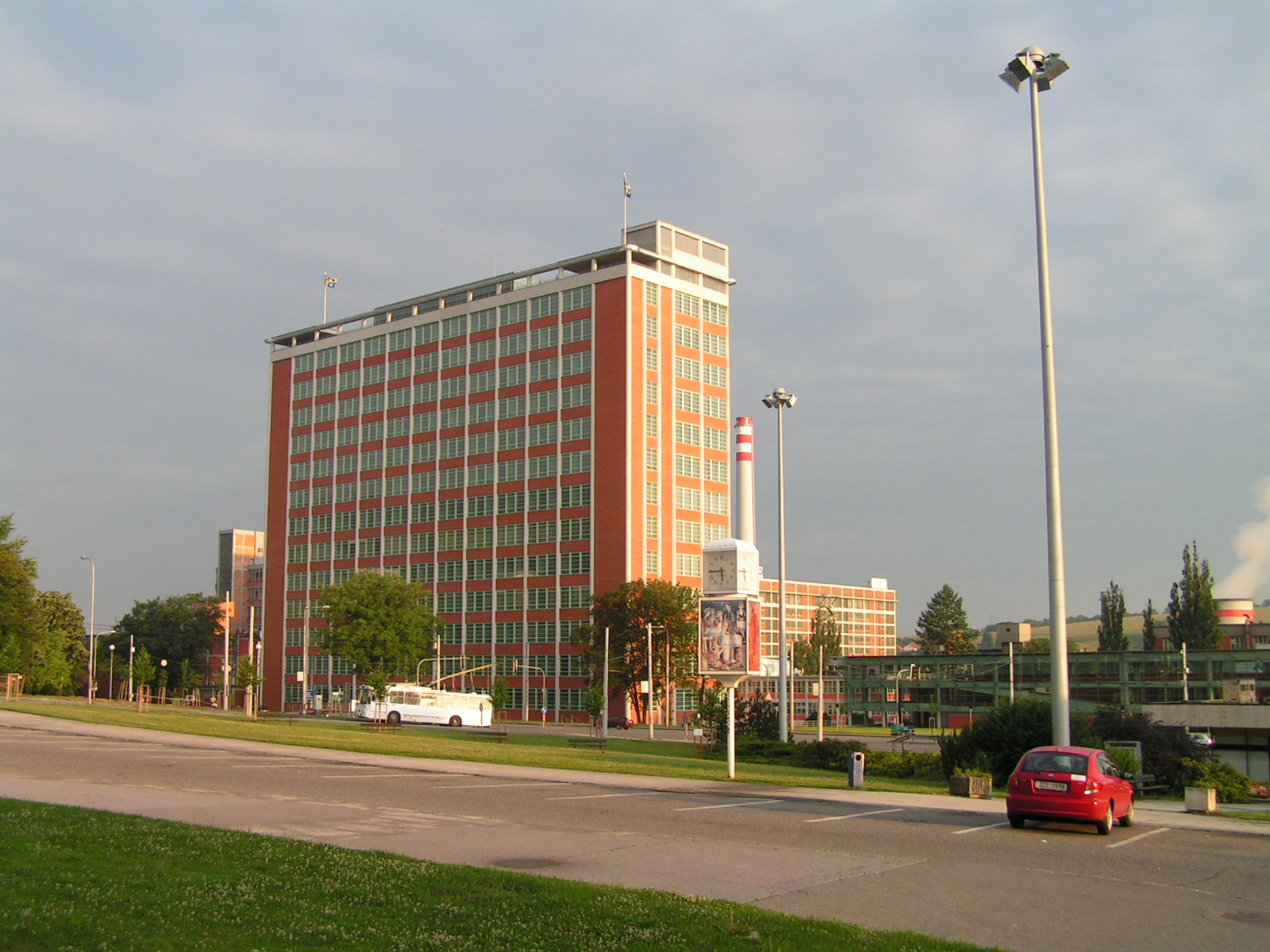
Baťův mrakodrap z roku 1938 od Vladimíra Karfíka ve Zlíně, svojí výškou 77,5m byl svého času druhou největší budovou v Evropě

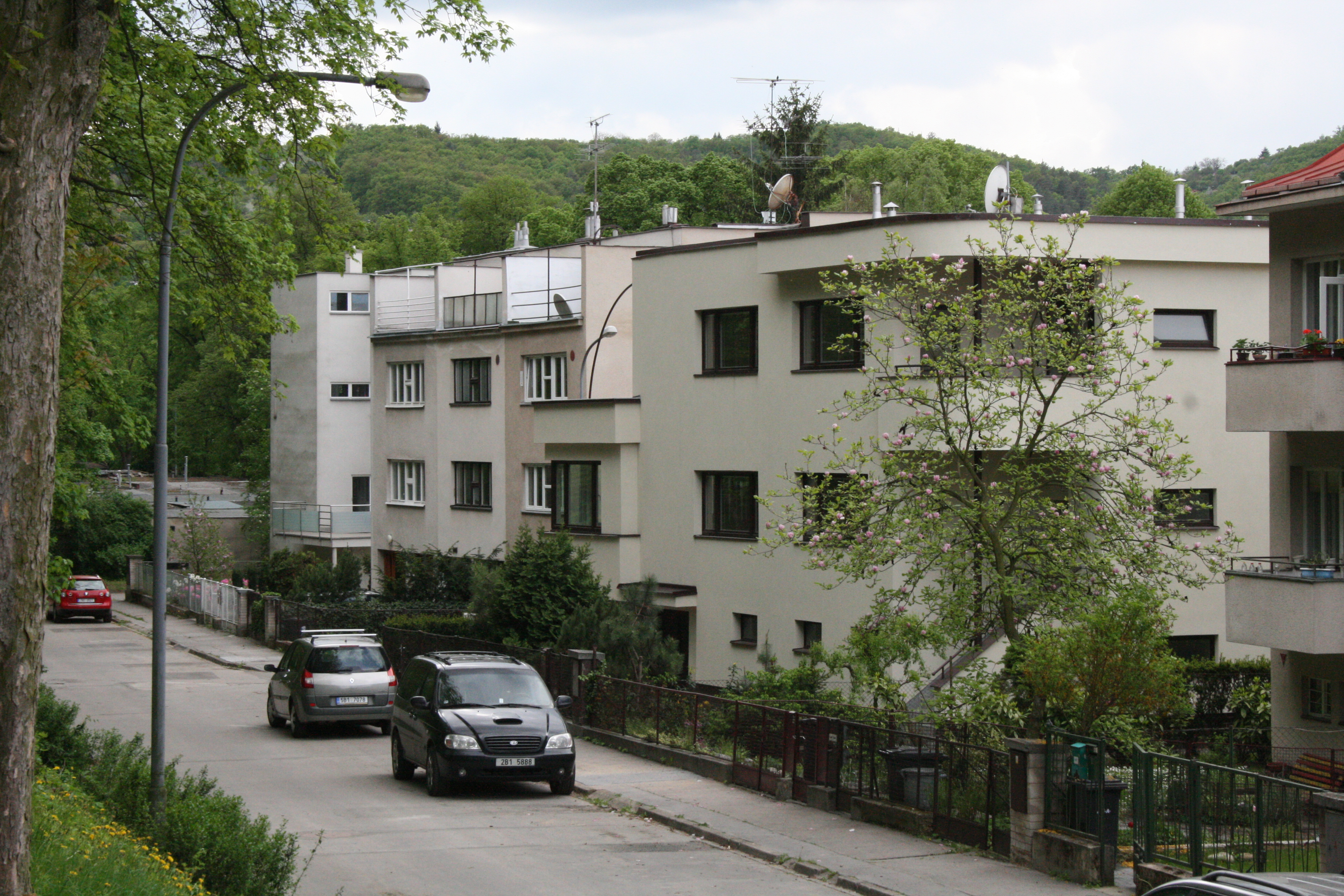
Kolonie Nový dům v Brně-Žabovřeskách z roku 1928, dílo Bohuslava Fuchse a dalších

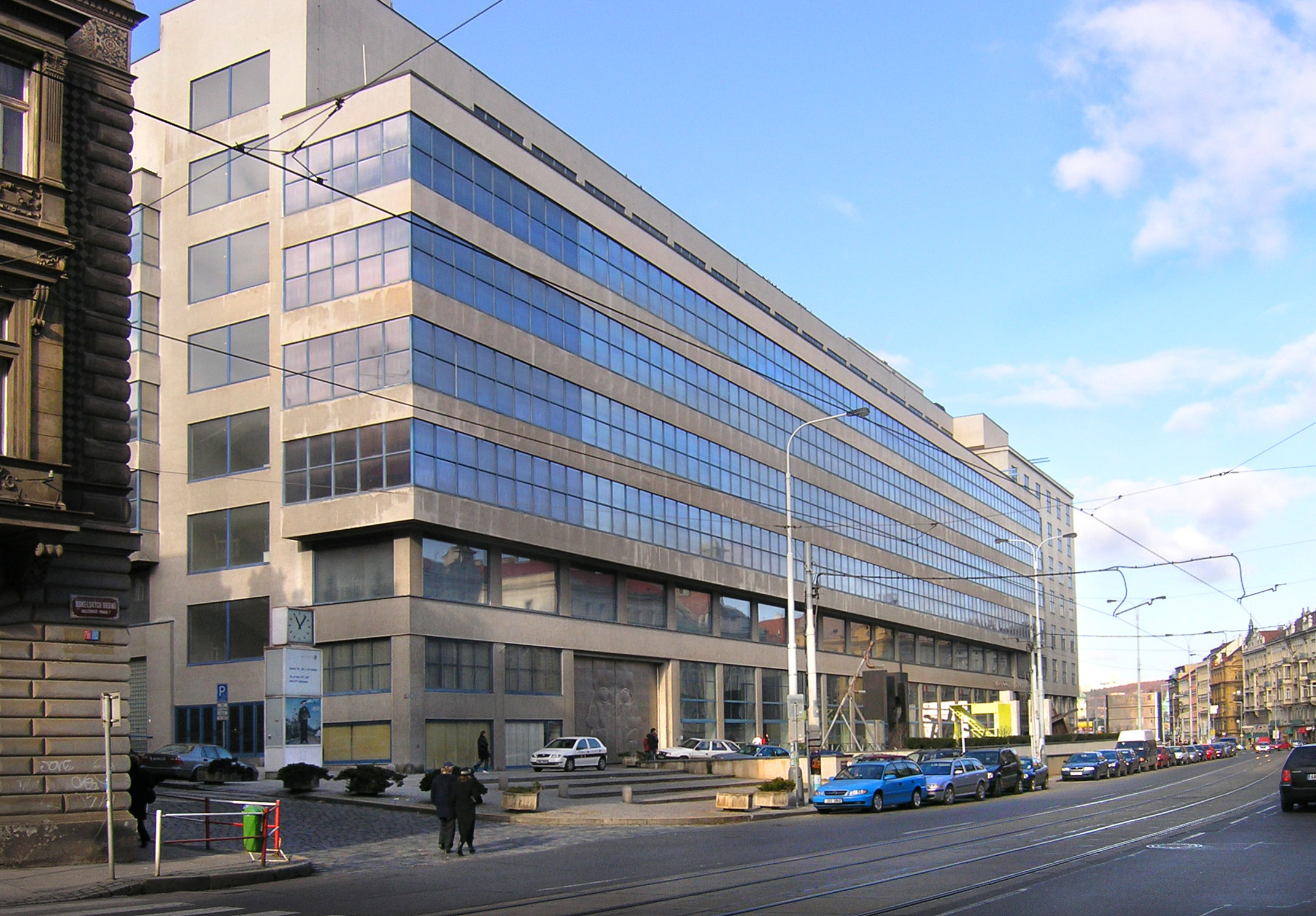
Veletržní palác z roku 1928 Josefa Fuchse a Oldřicha Tyla v Praze-Holešovicích

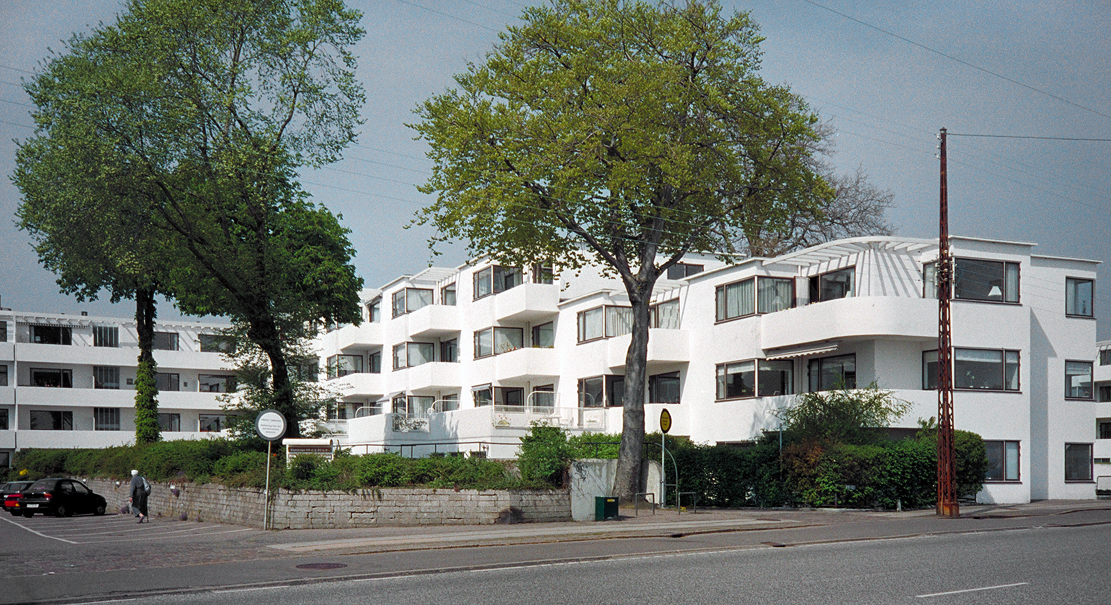
Bellavista Klampenborg (Kodaň), Dánsko od Arne Jacobsena z roku 1934

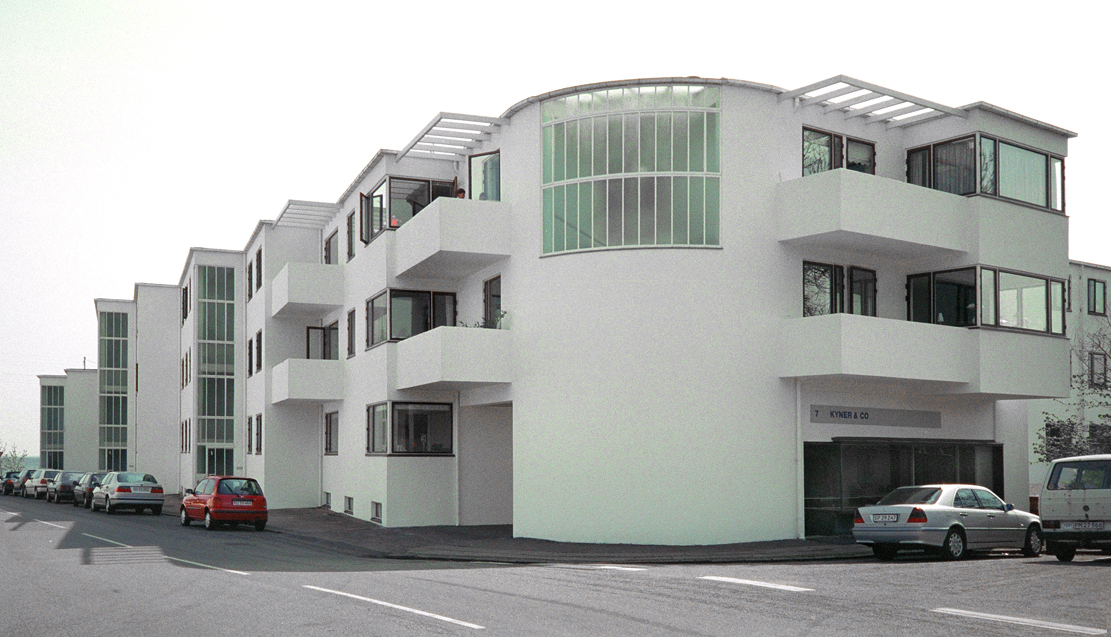
Bellavista Klampenborg (Kodaň), Dánsko od Arne Jacobsena z roku 1934

Funkcionalismus je architektonický směr, který lze zařadit do obecného pojmu moderní architektura. Ta začala krystalizovat ve 20. letech 20. století a podobně jako předcházející historické slohy, hledala svůj výraz ve formách vyjadřujících její filozofii, ovlivněnou celospolečenskými změnami. V oblasti architektury a stavebnictví to znamenalo stavět domy podle jejich funkce a zároveň reagovat na požadavky průmyslu. Ve dvacátých a třicátých letech byl funkcionalismus vedoucím architektonickým slohem i v Československu a svými realizacemi v meziválečném období přiřadil československou architekturu k evropskému vrcholu.

## Koncept funkcionalismu
Koncept funkcionalismu dle první definice od Louise Sullivana z roku 1893 lze shrnout jednou větou takto: „Forma následuje funkci“. Pro funkcionalistickou architekturu jsou typické účelové budovy jednoduchých tvarů. Používají se v ní převážně nové materiály (např. šamotové cihly, železo nebo beton).
Architektura, jak tvrdí Adolf Loos, jeden z předních představitelů funkcionalismu v Českých zemích, nepatří mezi umění, což ale neznamená, že nemá splňovat estetické ideály. Obdobně Le Corbusier představil funkcionalismus ve svém díle jako novou formu, která se dokázala oprostit od okázalosti a kultu strojené estetiky přetrvávající ještě počátkem 20. let 20. století. Formy považované za přeplácanost a zbytečnou komplikovanost byly nahrazeny geometrickou čistotou tvarů. Funkcionalismus se vzdává ornamentů. Často je uváděno, že Loos označil ornament za zločin. To je ovšem chyba neboť pouze napsal knihu Ornament a zločin, ve které se i tomuto věnoval. 
Proti ornamentu se vysloveně 
postavil Le Corbusier, který říká: „Dekorace je smyslné a primitivní povahy, stejně jako barva, a hodí se toliko pro nižší třídy, sedláky a divochy.“ Le Corbusier také stanovil proslulých „Pět bodů moderní architektury (funkcionalismu)“. Těchto pět tezí prakticky shrnuje hlavní vymoženosti tehdejší techniky:
1. Sloupy: stavět domy na sloupech, čímž se uvolní přízemí pro zeleň a volný pohyb.
2. Střešní zahrady: technika plochých střech umožňuje budovat na střechách zahrady. Nahrazují zeleň, kterou dům místu odebral.
3. Volný půdorys: sloupy nesou síly všech podlaží, což umožňuje volné členění prostoru nenosnými příčkami.
4. Pásová okna: systém sloupů umožňuje vést dlouhá okna mezi sloupy.
5. Volné průčelí: konzolovitě vyvedené stropy uvolňují průčelí pro řešení oken bez přímé návaznosti na vnitřní dělení.

## Charakteristické rysy a realizace
Charakteristickým rysem funkcionalistických staveb se stala železobetonová skeletová konstrukce a volný půdorys. Kromě jednotlivých moderně řešených veřejných a obytných staveb, vznikla v letech 1932–1936 v Praze 6 - Dejvicích Osada Baba (osada Svazu československého díla Praha), řešená předními českými architekty s přispěním nizozemského architekta Marta Stama. Dále to byla kolonie Nový dům v Brně nebo město Zlín.
O významu meziválečné funkcionalistické architektury v Československu svědčí účast proslulých architektů: Adolfa Loose (Müllerova vila), Ludwiga Mies van der Roheho (Vila Tugendhat), Le Corbusiera (Zlín) nebo Marta Stama (Paličkova vila).
Kromě Československa vznikly pozoruhodné funkcionalistické stavby i v dalších zemích (Německo, Nizozemsko, Francie, Belgie, Dánsko).

## Mezinárodní styl
Ve 30. letech došlo k širšímu, mezinárodnímu uplatnění funkcionalismu, jehož zásady formuloval Congrès International d'Architecture Moderne – CIAM (Kongres mezinárodní moderní architektury), ustavený v roce 1928 na hradě La Sarraz u Lausanne ve Švýcarsku. Mezinárodní styl (International Style) se rozšiřuje do dalších zemí, kde se ujímají zásady funkcionalismu (Polsko, Maďarsko, Jugoslávie, Itálie, Anglie, Švýcarsko, Španělsko, Skandinávie).
Zatímco 2. světová válka znamenala pro evropskou avantgardu stagnaci a v některých případech úplné opuštění programových zásad, došlo k rozšíření mezinárodního stylu mimo Evropu na zámořské kontinenty, do Severní a Jižní Ameriky, severní Afriky, Japonska a Indie. Díky tomu došlo k propojení zásad funkcionalismu s tradicí a zvyklostmi místních stavebních kultur, což mělo za následek stanovení nového konceptu soudobé architektury, jehož ideou byla tzv. organická architektura.

## Architekti

### Čeští
- Hermann Abeles
- A. Ackermann
- Adolf Benš
- Friedrich Ehrmann
- Leopold Ehrmann
- Otto Eisler
- Heinrich Fanta
- Jaroslav Fragner
- Adolf Foehr
- Bohuslav Fuchs
- Victor Fürth
- František Lydie Gahura
- Max Gerstl
- Jan Gillar
- Otto Grams
- Jacques Groag
- Karel Hannauer ml.
- Josef Havlíček
- Rudolf Hildebrand
- Franz Hruschka
- Emanuel Hruška
- Karel Honzík
- Pavel Janák
- Victor Kafka
- Vladimír Karfík
- Erwin Katona
- Zikmund Kerekes (Ašer Chiram)
- Karel Kohn mj. spoluautor letenského Molochova

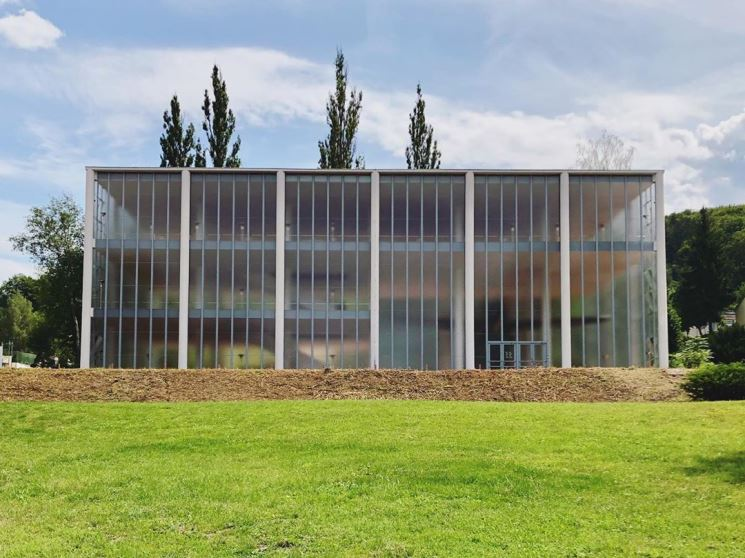
Památník Tomáše Bati (Zlín) z roku 1933

- Památník Tomáše Bati (Zlín) z roku 1933Otto Kohn mj. spoluautor letenského Molochova
- Josef Kranz
- Jaromír Krejcar
- Jiří Kroha
- Jindřich Kumpošt
- Evžen Linhart
- Ladislav Machoň
- Alois Metelák
- Otakar Novotný
- Václav Pilc
- Karel Řepa
- Miroslav Spurný
- Jan Víšek
- Otto Zucker
- František Zelenka
- Ladislav Žák

### Světoví
- Le Corbusier
- Ludwig Mies van der Rohe
- Mart Stam
- Walter Gropius
- Hannes Meyer
- Arne Jacobsen

## Významné funkcionalistické stavby

### Česko
- Terasy Barrandov (Praha)
- Vila Tugendhat (Brno)
- Hotel Avion (Brno)
- Kostel Jana Nepomuckého (Praha)
- Zemanova kavárna (Brno)
- město Zlín
- Památník Tomáše Bati (Zlín)
- Baťův mrakodrap (Zlín)[5]
- Osada Baba[6]
- Müllerova vila (Loosova vila) (Praha)
- Nakládalova vila (Olomouc)
- Veletržní palác (Praha)
- Státní reformní reálné gymnasium (Český Těšín)
- Volmanova vila (Čelákovice)
- Vila Franze Nožičky (Česká Kamenice)[7]
- Kavárna Era (Brno)
- Hotel AXA (Praha)
- Hotel Juliš (Praha)
- Budova Spolku výtvarných umělců Mánes
- Obchodní dům Brouk a Babka (Ostrava)
- Liskova vila (Ostrava)
- Národní technické muzeum v Praze
(pozdně funkcionalistická budova v silně klasicizujícím pojetí)
- Obchodní dům Bílá Labuť (Praha)
- Palác Elektrických drah (Praha Holešovice)
- Kostel svatého Václava (Praha)

### Svět
- Villa Savoye v Poisy, Francie
- Palác Centrosojuzu, Moskva
- Hlavní město Brazílie Brasília
- Helsinský olympijský stadion, Helsinky, Finsko
- Továrna Van Nelle, Rotterdam
- Hlavní pošta (Užhorod)